# Lotsvuur
Lotsvuur is een weefsel van de Ene Kracht in de fictieve boekenreeks Het Rad des Tijds van Robert Jordan.
Lotsvuur is een zeer krachtig weefsel van de Ene Kracht. Het ziet eruit als een bundel vloeibaar licht en is in staat zowat alles te vernietigen. Enkel Cuendillar is in staat het te overleven. Als het gebruikt wordt op een persoon, brandt het vuur de levensdraad van een persoon weg uit het patroon zodat hij niet meer bestaat. Lotsvuur is zelfs zo krachtig dat de voorgaande daden van die persoon niet meer zijn gebeurd, hoe ver dit teruggaat hangt ervan af hoe sterk het weefsel is.
Een goed voorbeeld hiervan is: In Rhand Altors aanval op Caemlin en de Verzaker Rahvin, doodde Rahvin Mart, Aviendha en Asmodean met bliksemschichten. Later gebruikte Rhand Lotsvuur op Rahvin en stonden de drie voor het paleis op hem te wachten.
Lotsvuur is zeer gevaarlijk. Het kan niet enkel doden, maar het verwijdert ook de draad van die persoon uit het patroon zodat hij nooit heeft bestaan. Deze persoon kan dan ook nooit weer herboren worden bij een volgende wenteling van het Rad. Meer nog, als het te veel gebruikt wordt, kan het Patroon gaan rafelen en uiteindelijk scheuren. Zodat de wereld ten onder gaat. Daarom is er ook een verbod op Lotsvuur, zelfs de dienaren van de Duistere gebruiken het zelden.